# Last Hope
Last Hope est un jeu vidéo de type Shoot 'em up à défilement horizontal développé par NG:DEV.TEAM et édité par redspotgames en 2006 sur Neo-Geo AES. Il a été adapté en 2007 sur Dreamcast et Neo-Geo CD. Last Hope: Pink Bullets est une version améliorée du jeu Last Hope, sorti en 2009 sur Dreamcast, puis sur Neo-Geo MVS en 2011

## Système de jeu

Logo de Last Hope: Pink Bullets.

Le jeu est un Shoot 'em up à défilement horizontal qui se veut un hommage à R-type et Pulstar. Le joueur dirige son vaisseau avec les quatre directions du joystick, le jeu utilise en plus trois boutons :
- un bouton de tir, avec un tir principal et un « Beam » à la R-type qui se charge en restant appuyé dessus ;
- un bouton pour faire tourner le « module » dans le sens des aiguilles d'une montre ;
- un bouton pour faire tourner le « module » dans le sens inverse des aiguilles d'une montre.

Le jeu comporte Six niveaux avec Boss et sous-boss